# Graham Mann
Graham Mann (Charmouth, 26 de junio de 1924-Lymington, 1 de abril de 2000) fue un regatista británico olímpico.

## Biografía
Debutó en los Juegos Olímpicos de Melbourne 1956 en vela en la modalidad Dragon, y después de siete regatas, junto a Jonathan Janson y Ronald Backus, consiguió la medalla de bronce tras Suecia y Dinamarca, que consiguieron la medalla de oro y la de plata respectivamente. También participó en los Juegos Olímpicos de Roma 1960, aunque esta vez solo consiguió ser séptimo.
Falleció el 1 de abril de 2000 en Lymington a los 75 años de edad.

## Palmarés internacional
| Año  | Evento           | Lugar                  | Puesto | Categoría |
| ---- | ---------------- | ---------------------- | ------ | --------- |
| 1956 | Juegos Olímpicos | Melbourne ( Australia) |        | Dragon    |